# Cîntecele mării
Cîntecele mării (în rusă Песни моря, transliterat: Pesni moria) este un film muzical româno-sovietic din 1971, regizat de Francisc Munteanu. Rolurile principale sunt interpretate de Dan Spătaru, Natalia Fateeva, Ștefan Bănică, Ion Dichiseanu, Dumitru Chesa, Réka Nagy, Peter Paulhoffer și Emil Hossu.
Filmul a fost foarte popular în Uniunea Sovietică la începutul anilor '70 ai secolului al XX-lea datorită cântecelor compuse de Temistocle Popa (varianta rusească a cântecelor fiind creația lui Robert Rojdestvenski) și interpretării lor de către cântărețul român Dan Spătaru, care a cântat în duet cu actrița rusoaică Natalia Fateeva (vocea ei fiind dublată de cântăreața rusă Larisa Mondrus). În 1971 a fost lansat în URSS un disc cu patru cântece din film (Мелодия, D 00030081-2).
Subiectul filmului îl reprezintă peripețiile unui ansamblu muzical studențesc din România ce-și dorește să participe la Festivalul de Muzică de la Soci (URSS).

## Rezumat
Gangsterul Ganea (Ion Dichiseanu), pasionat de filmele muzicale, călătorește la Moscova, furând dintr-un seif o valiză al cărui conținut nu este dezvăluit spectatorilor. El se întoarce în România cu un vapor sovietic ce ancorează în portul Constanța. Doi detectivi melomani, Mitache (Ștefan Bănică) și Spirache (Dumitru Chesa), sunt pe urmele lui și-l așteaptă în port. Tot acolo se află și membrii unui ansamblu muzical studențesc ce îl așteaptă pe delegatul oficial al Festivalului de Muzică de la Soci, fără a ști cine este acesta. După ce rataseră participarea la Festivalul de la San Remo, ei vor să-l impresioneze pe delegat și să reușească astfel să participe la Festivalul de la Soci.
Studentul Pavel (Emil Hossu) crede că cei doi detectivi sunt reprezentanții trimiși să-l întâmpine pe delegatul sovietic, dar Toma (Peter Paulhoffer) și Silvia (Réka Nagy) îi confundă și îi închid într-o magazie pe adevărații reprezentanți. Neștiind cine este delegatul festivalului, Mihai (Dan Spătaru) începe să cânte la debarcaderul unde sosise vaporul, sperând că delegatul îl va aplauda. Studenții cred că delegatul sovietic este Ganea, dar nu apucă să i se prezinte pentru că cei doi detectivi îl înhață și pleacă cu el la hotel. Gangsterul schimbase însă valiza la coborâre cu o alta identică, iar detectivii găsesc în geamantanul lui doar rufărie și partitura unui „cântec obligatoriu”. Ganea este legat cu lanțuri de calorifer pentru că nu voia să divulge locul unde a ascuns lucrul furat din seif.
Studenții români sunt supărați, dar o cunosc în port pe Nina Denisova (Natalia Fateeva), o turistă sovietică cu ochi albaștri, iar Mihai se îndrăgostește de ea la prima vedere și îi cântă cântece de dragoste. Rusoaica este condusă la hotel de Silvia, iar tinerii îi spun că vor să-l răpească pe delegatul sovietic pentru a-i prezenta programul lor. Nina li se alătură. Studenții află că cel pe care-l credeau a fi delegatul sovietic era și el la hotel, iar tinerii îl ajută pe Ganea să fugă. Gangsterul observă că Nina avea valiza lui; el încearcă să i-o fure și apoi fuge. În timp ce restul studenților se duce după el, Mihai și Nina se plimbă împreună prin port. Ei fac o călătorie de vis prin București cu o mașină de epocă marca Chevrolet, în timpul căreia turista își pierde valiza. Mihai o conduce pe Nina la baraca unde locuia el, iar rusoaica mărturisește că ea este delegata Festivalului de la Soci. Tânărul este dezorientat, își cere scuze și pleacă, hoinărind toată noaptea pe străzile din port.
Studenții o însoțesc a doua zi pe Nina la București. Odată cu ei pleacă și cei doi detectivi. În timpul călătoriei cu trenul, Mihai îi aude pe cei doi violoniști cântând o melodie, iar Nina îi atrage atenția că este vorba de „cântecul obligatoriu”. Cântărețul învață cântecul pe de rost, fără a avea partitura. Ajunși la București, studenții cântă „cântecul obligatoriu”, dirijați de Mihai, iar juriul decide în unanimitate să trimită ansamblul studențesc de la Constanța la Festivalul de la Soci. Înainte de a pleca acolo, Silvia îi spune Ninei că Mihai i-a făcut curte din interes; Mihai o caută pe Nina și-i spune că o iubește. Între timp, Ganea își recuperează valiza. Toate personajele pleacă cu vaporul la Soci. Înainte de sosire, Ganea se aruncă în apă, dar este salvat. Geamantanul ajunge la Mihai. În timp ce tânărul se plimbă cu Nina pe esplanada de la Soci, geamantanul se deschide, iar spectatorii văd că în el nu are decât un carton cu inscripția SFÎRȘIT.

## Distribuție
- Dan Spătaru — studentul Mihai, cântăreț amator
- Natalia Fateeva — Nina Denisova, turistă sovietică, delegata Festivalului de la Soci
- Ștefan Bănică — detectivul Mitache
- Ion Dichiseanu — gangsterul Ganea, pasionat de filmele muzicale
- Dumitru Chesa — detectivul Spirache (menționat Dumitru Chessa)
- Réka Nagy — studenta Silvia, prietena lui Mihai
- Peter Paulhoffer — studentul Toma, saxofonist, prietenul lui Mihai
- Emil Hossu — studentul Pavel, prietenul lui Mihai
- Anca Pandrea — prima studentă
- Valea Malianova — a doua studentă
- Ștefan Sileanu — studentul Gore, prietenul lui Mihai
- Marina Lobîșeva — a treia studentă
- Ludmila Smaragdova — a patra studentă (menționată Liuda Smaragdova)
- Valentina Kuțenko — secretara juriului
- Mircea Constantinescu — președintele juriului
- Mircea Petrescu
- Ioana Atanasiu
- Mirela Ghițescu
- Mihai Bahrim
- Tudor Văduva
- Francisc Munteanu — regizorul (nemenționat)

## Producție
Cîntecele mării a fost o coproducție româno-sovietică realizată de Studioul Cinematografic București din România și studioul Mosfilm din URSS. Scenariul a fost scris de Francisc Munteanu și Boris Laskin. Filmul a fost realizat pentru a omagia personalitatea cântărețului Dan Spătaru, care era atunci în mare vogă. Regizor principal a fost Francisc Munteanu, iar regizori secunzi Mihai Constantinescu și Adiba Șirahmedova (ultimii doi apar creditați pe generic ca regizori).

### Filmări
Filmul a intrat în faza de producție la începutul anului 1970. Filmările au avut loc în perioada iulie – august 1970 și s-au desfășurat la Constanța, București, Moscova, Leningrad, Soci și pe vaporul Șota Rustaveli ce naviga pe Marea Neagră. Complexitatea filmărilor a impus o echipă tehnică extinsă formată atât din personal român, cât și sovietic.
Actorii reuniți pentru a juca în film făceau parte dintre prietenii lui Dan Spătaru și știau de la început că producția cinematografică îl va avea ca erou pe cântăreț. Într-un interviu din 2007, Emil Hossu afirma următoarele: „Filmul a fost creat pentru personalitatea care era cântărețul și a reunit o strânsă gașcă de actori. O gașcă de prieteni cu aceeași mentalitate, cu același grai de a trăi viața. Filmul a fost realizat ca un cadou profesiei lui Dan Spătaru. Ce a fost frumos atunci: noi am venit știind clar că venim pentru un film închinat lui Dan Spătaru, știind că acesta va asigura succesul dinainte”. Filmul conține o scenă de nuditate în care Dan Spătaru privește pe geamul unei camere de hotel o turistă care se dezbracă complet.
Dan Spătaru și Natalia Fateeva, interpreții rolurilor principale, au devenit foarte apropiați în timpul filmărilor, între ei înfiripându-se o poveste de dragoste. Actrița rusoaică era un sex-simbol al cinematografului sovietic în anii '60. Cântărețul român vorbea la perfecție limba rusă. Emil Hossu a spus că cei doi urmau să se căsătorească după ce rusoaica ar fi divorțat de medicul-cosmonaut Boris Egorov. Prezentatorul TV Octavian Ursulescu a afirmat că „Fateeva a fost marea dragoste a lui Dan Spătaru”. La moartea cântărețului, în 2004, actrița rusoaică a spus într-un interviu din revista Vecerniaia Moskva că „Spătaru era un actor strălucit și un om totalmente unic”.
Actorii români au filmat și în URSS, făcând excursii în această țară. Ei au cheltuit sume mari de bani pentru acea vreme, neputând să se întoarcă cu valută în România. Vaporul Șota Rustaveli, numit după marele poet georgian Șota Rustaveli (1172–1216), era o ambarcațiune de lux cu opt etaje, cinci baruri și piscină. El fusese construit în 1968 de șantierul naval V.E.B. Mathias-Thesen Werft din Wismar (RDG) și făcea curse pe Marea Neagră, portul său de origine fiind Odessa. Actorii s-au distrat în timpul călătoriei, jucând în piscină un fel de polo-baschet și amuzându-se copios.

### Șlagărele din film
Textele cântecelor au fost scrise de Mircea Block și traduse și adaptate în limba rusă de Robert Rojdestvenski, iar muzica a fost compusă de Temistocle Popa. Melodiile au fost interpretate de Dan Spătaru și Larisa Mondrus, acompaniați de cvartetul Mecet format din Vifor Florescu, Francisc Munteanu jr., Constantin Teoharie și Cristian Valică. Printre șlagărele cântate în film de Dan Spătaru sunt „Tu, eu și-o umbrelă” și „Să cântăm chitara mea”. Cântecul Valsul mării a fost compus de Mark Fradkin și interpretat de Orchestra Electrecord dirijată de Alexandru Imre. Coregrafia a fost coordonată de maestrul de balet Cornel Patrichi.
În paralel cu versiunea în limba română, a fost realizată și o versiune dublată în limba rusă, care a fost montată de Ludmila Feighinova. Melodiile sunt cântate în întregime în limba rusă, fiind dublată și vocea lui Dan Spătaru. Copia standard a fost finalizată în decembrie 1970. Cheltuielile de producție s-au ridicat la suma de 3.776.000 lei.

## Recepție
Filmul Cîntecele mării a fost vizionat de 3.174.367 de spectatori la cinematografele din România, după cum atestă o situație a numărului de spectatori înregistrat de filmele românești de la data premierei și până la data de 31.12.2007 alcătuită de Centrul Național al Cinematografiei.
Pe lângă succesul din România, filmul a avut parte de un mare succes și în URSS. A fost lansat în Uniunea Sovietică în anul 1971 și a avut parte de mare succes comercial, fiind vizionat de 37,0 milioane de spectatori în cinematografele din această țară. Șlagărele cântate în film de Dan Spătaru l-au făcut celebru pe cântărețul român. El a participat la mai multe concerte organizate la Moscova, unde cânta pe stadioane pline, cu peste 7.000 de locuri. În anii următori, cântărețul a concertat câte 2-3 luni în statele componente ale URSS.
În ciuda marelui succes la public al acestui film, criticii de specialitate au scris recenzii defavorabile. Astfel, Călin Căliman afirma în lucrarea Istoria filmului românesc (1897-2000) că filmul Cîntecele mării are o valoare „discutabilă”. Jurnalistul Cristian Tudor Popescu, doctor în cinematografie și profesor asociat la UNATC, îl considera o comedie ușoară de tip musical care asigura „procentul leninist de divertisment pus alături de propagandă”.  Criticul Tudor Caranfil nu a dat filmului nicio stea și a făcut următorul comentariu: „Nina, delegata Festivalului muzical de la Soci, turistă în România, îl descoperă pe Mihai. Valize schimbate, un automobil din vremea bunicii, „cântece” fără melodie, idile internaționale, privirea albastră a Fateevei și vocea lui Dan Spătaru, într-o contraproductivă comedie muzicală.”